# کوه‌چر
کوه‌چر روستایی از توابع بخش مرکزی شهرستان جم استان بوشهر در جنوب ایران.
این روستا در دهستان کوری قرار دارد و بر اساس سرشماری سال ۱۳۸۵ جمعیت آن ۲۱۲ نفر بوده‌است.
کشاورزی و دامداری از جمله شغل اکثر مردم اهالی این روساست.